# Freightliner Cascadia
Freightliner Cascadia (кодовий номер P3) — важка вантажівка з напівпричепом виробництва Freightliner Trucks.

## Опис

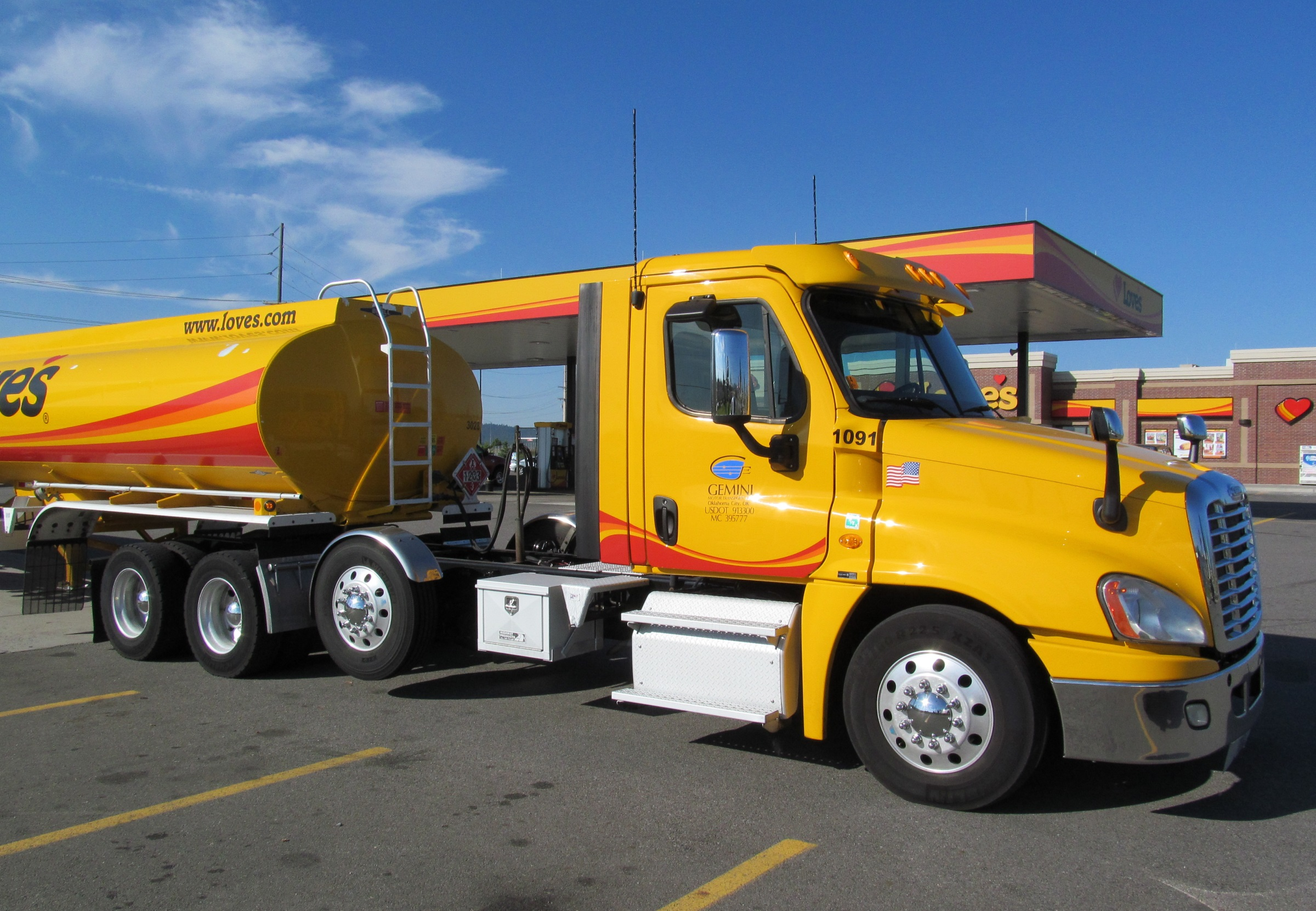
Freightliner Cascadia (2008—2018)

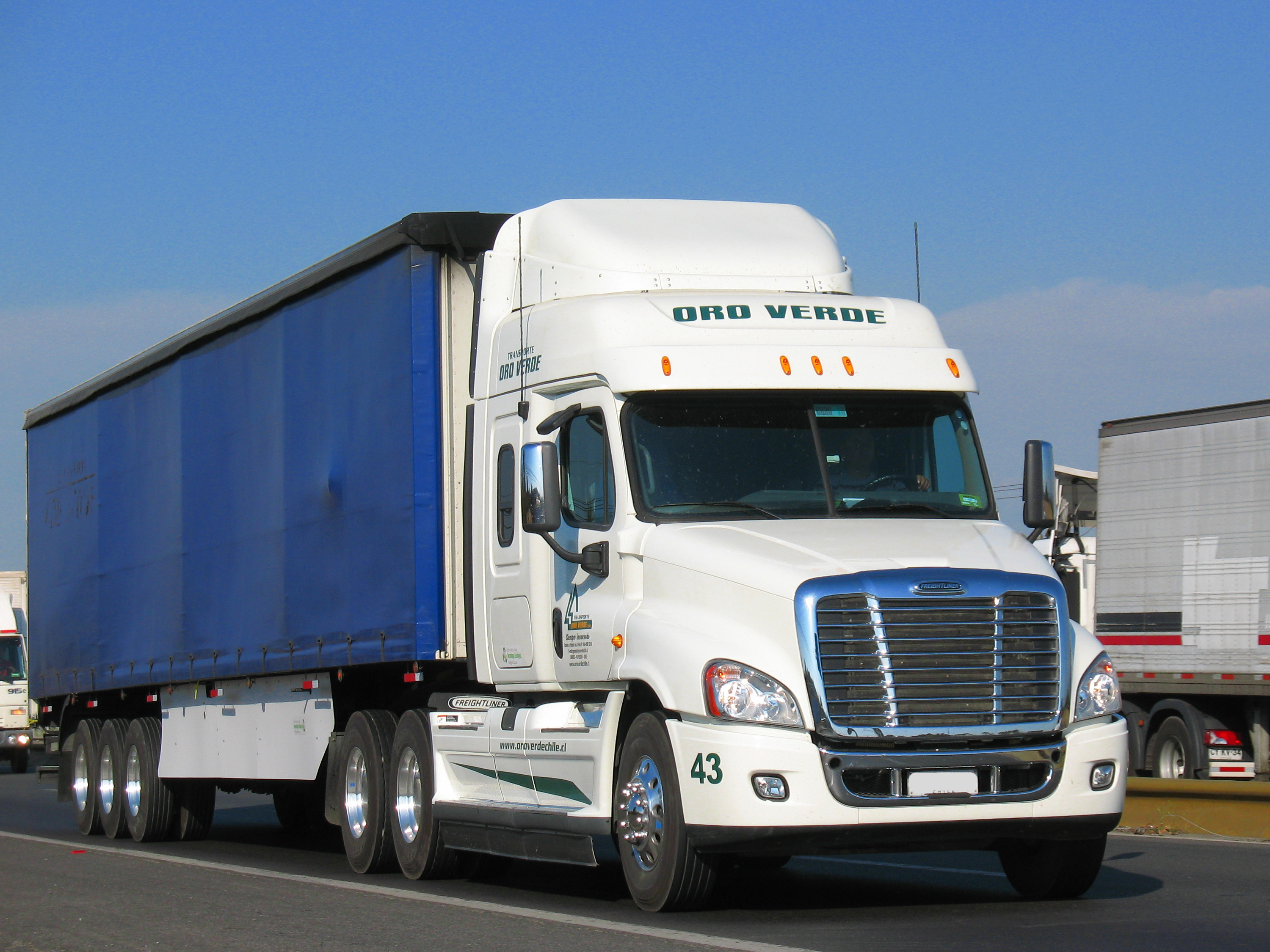
Freightliner Cascadia (2008—2018)

Її конструкція приділяла значну увагу паливній ефективності, а також удосконалення кількох інших функцій, включаючи трансмісії, шумопоглинання, системи безпеки та загальну механічну надійність у порівнянні з попередниками. Він пропонується в трьох основних конфігураціях: Day Cab, Mid-Roof XT і Raised Roof. Останні дві моделі — це спальні кабіни, які пропонуються різної довжини від 48 до 72 дюймів (моделі з піднятим дахом доступні лише для довжини 60 або 72 дюйми). Cascadia продавався переважно в Північній Америці до 2020 року, коли почався експорт, головним чином орієнтований на ринки Австралії та Нової Зеландії. До введення експортного варіанту його місце займав Freightliner Century (більше не випускається в США) для експортних ринків.

### Cascadia Evolution
Cascadia Evolution — це більш економічна версія Cascadia, випущена в 2013 році. Покращено як аеродинаміку, так і комфорт водія. Комбінацію приладів було перероблено, щоб її було легше читати, сидіння отримали покращену підтримку спини та попереку, перемикачі на приладовій панелі змінили розташування з більшим контрастним текстом, а також була запропонована допоміжна система HVAC від Thermo King, що живиться від акумулятора. Ця система була розроблена, щоб зменшити роботу двигуна на холостому ході протягом ночі, заощаджуючи паливо та зменшуючи шум, коли водії сплять.

### eCascadia

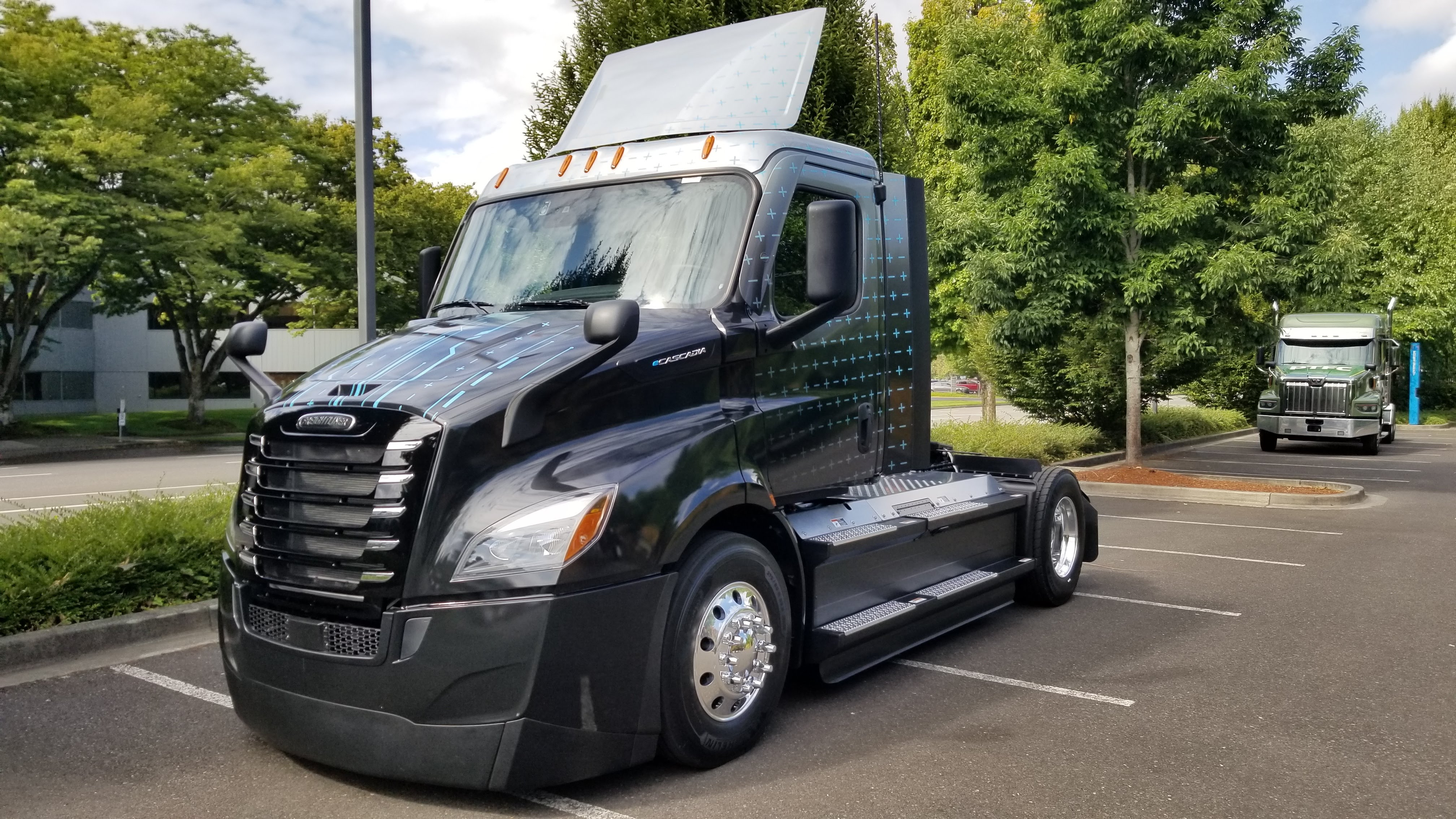
Freightliner eCascadia 4x2

eCascadia — це повністю електричний варіант вантажівки Cascadia. Станом на 2022 рік технічні характеристики дальнього варіанту включають запас ходу 230 миль (370 км) (однопривідний) або 220 миль (350 км) (тандемний привід), використовуючи батареї ємністю 438 кВт-год, і 320–470 к.с. (240–350 кВт), із зарядкою до 80% за 90 хв. Він має GCWR до 82 000 фунтів (37 000 кг) і буде конкурувати з Tesla Semi.
У серпні 2019 року перші два eCascadias були доставлені клієнтам у Каліфорнії в рамках польових випробувань. Виробник заявив, що вантажівки створені «для перевірки інтеграції електричних вантажівок з акумулятором у масштабні операції автопарку». Один із замовників, Penske, буде експлуатувати вантажівку «в регіональних перевезеннях у Південній Каліфорнії», а інший, NFI, використовуватиме його для перевезень у портах Лос-Анджелеса та Лонг-Біч.
Журнали замовлень відкрилися в 2021 році, і одне замовлення було на 800 вантажівок.
Після випробувань прототипу на понад 1 мільйон миль (1,6 мільйона кілометрів), виробництво та офіційна прем’єра відбулися у травні 2022 року.

## Двигуни
- Detroit DD13/15/16
- Cummins ISX15 EPA